# Drievuldigheidskerk van Gergeti

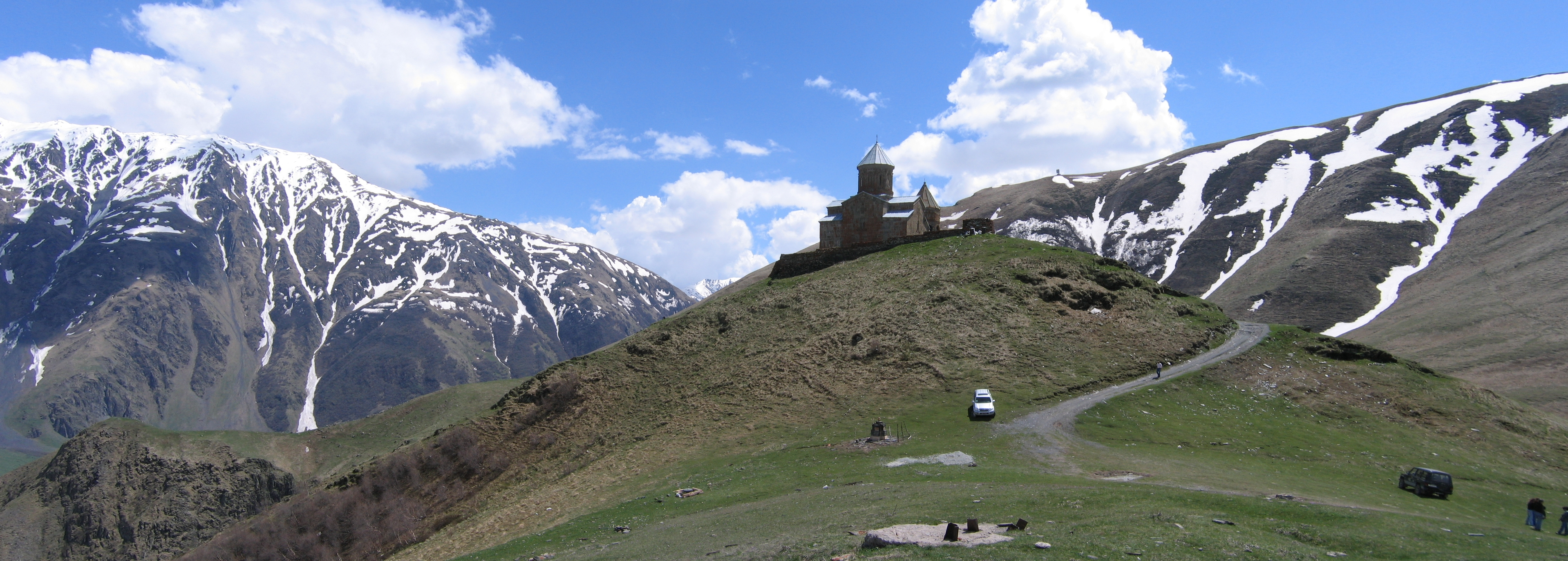
Drievuldigheidskerk van Gergeti

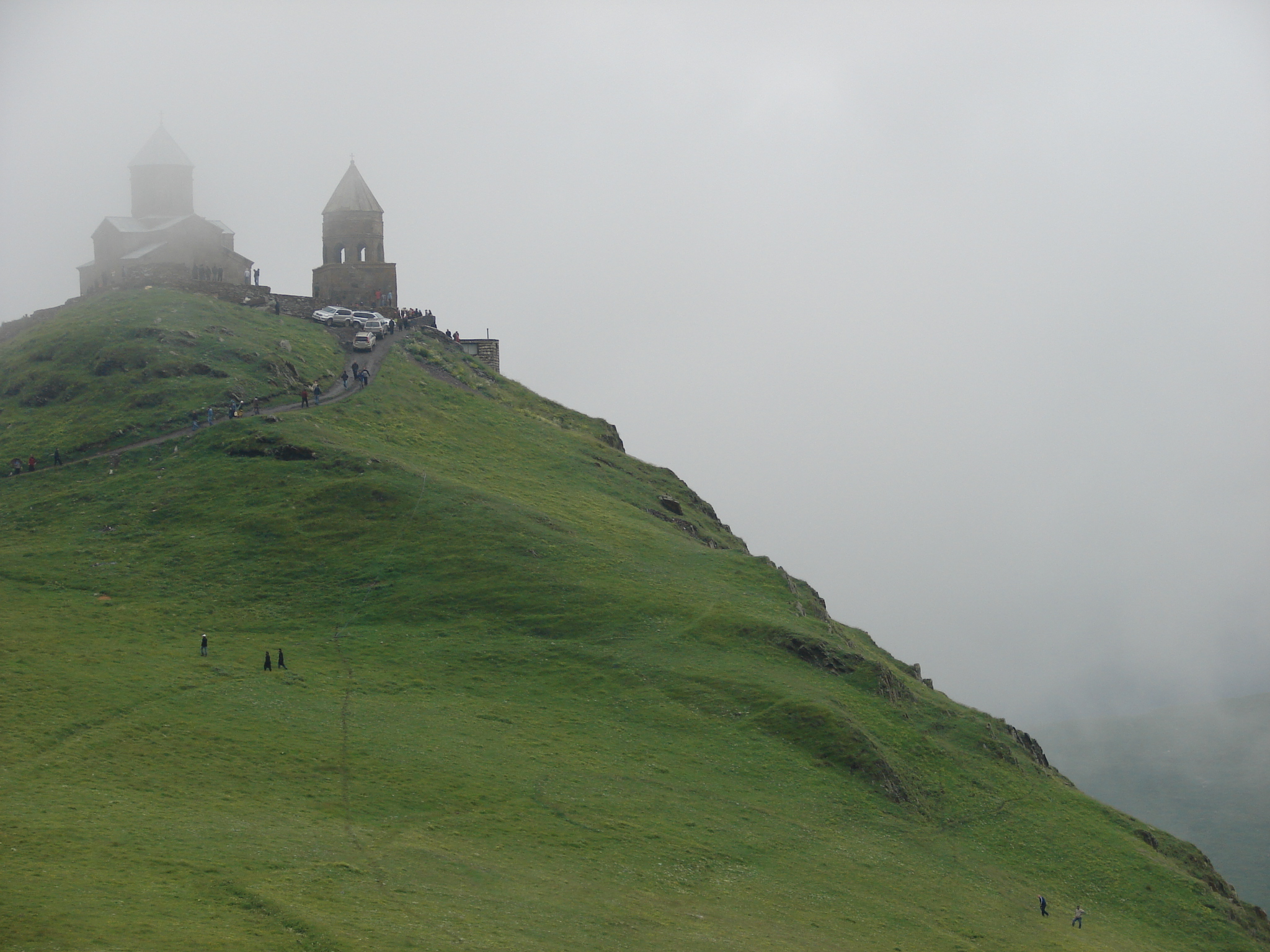
Drievuldigheidskerk van Gergeti

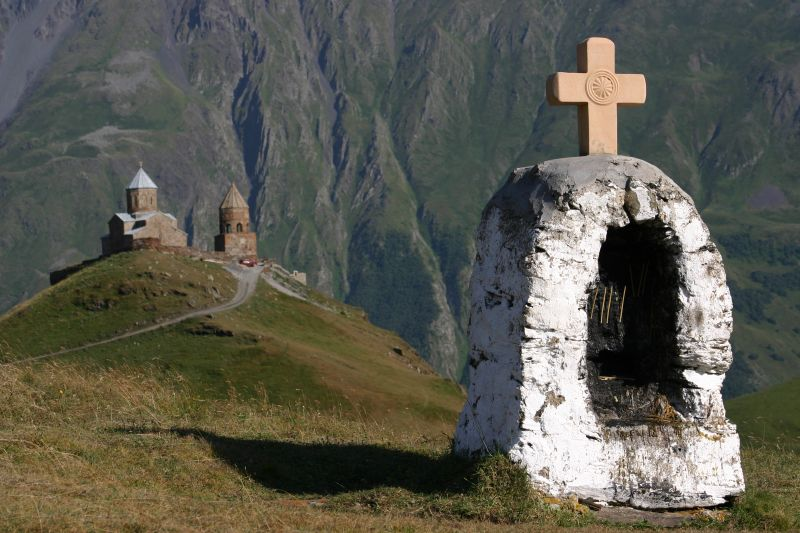
Drievuldigheidskerk van Gergeti

De Drievuldigheidskerk van Gergeti (Georgisch: გერგეტის სამება, Gergetis Sameba) is een Georgisch-Orthodoxe Kerk in noord-Georgië, in de regio (mchare) Mtscheta-Mtianeti. Zij ligt op een hoogte van 2170 meter tegenover het centrum van de historische regio Chevi, het stadje Stepantsminda.
Het complex bestaat uit een koepelkerk en een klokkentoren uit de 14e eeuw en een bijgebouw dat in de 15e eeuw tegen de zuidelijke muur aan werd gebouwd.
Het gebouw heeft een rechthoekig grondplan. De koepel rust op de twee vrijstaande zuilen en op de muren van de oostelijke apsis. Van de blokken natuursteen waarin de kerk is opgetrokken, heeft elke zichtbare zijde een vierkante vorm. De voorgevel en de koepel zijn met Georgische ornamenten versierd. Deze ornamenten vindt men eveneens op de muren van de klokkentoren.
De Drievuldigheidskerk van Gergeti was een belangrijke kerk in de historische regio Chevi. De bouw van de kerk en haar bijgebouwen valt niet met zekerheid te dateren. Aan de hand van de bouwstijl schatten wetenschappers hem in de 14e en 15e eeuw. 
De 18e-eeuwse Georgische historicus, geograaf en cartograaf Vachoesjti Bagrationi schreef dat hier in tijden van gevaar relikwieën zoals het kruis van de Heilige Nino werden bewaard. In het Sovjet-tijdperk waren kerkdiensten verboden, maar de kerk bleef een populaire toeristische bestemming.
De naam "Gergeti" (Georgisch: გერგეტი) is ontleend aan een verdwenen dorp op de rechteroever van de Chkheri (de linker zijrivier van de rivier de Terek).  De dorpelingen waren verplicht de kerk te onderhouden. Zij werden "horigen van de Drie-eenheid" (Georgisch: სამების საყდრისშვილები) genoemd. 
In Gergeti werd de kroniek "Mosachsenebeli Sultai" (Georgisch: მოსახსენებელი სულთაი) geschreven, die belangrijke informatie over de geschiedenis van Georgië bevat.